# Luo Guanzhong
Luo Guanzhong, nato Luo Ben (罗本) (cinese tradizionale: 羅貫中; cinese semplificato: 罗贯中; pinyin: Luó Guànzhōng; Wade-Giles: Lo Kuan-chung; fl. XIV secolo), è stato uno scrittore cinese accreditato come principale autore del Romanzo dei Tre Regni (三国演义) e co-autore del romanzo I Briganti (水浒传), due dei più venerati romanzi della letteratura cinese, oltre che due dei Quattro grandi romanzi classici.

## Identità
Data e luogo di nascita sono oggetto di disputa. Secondo Jia Zhongming (賈仲明) che lo incontrò nel 1364, L'autore è vissuto tra la fine della dinastia Yuan e l'inizio della dinastia Ming. Egli racconta che Luo provenisse da Taiyuan. Ma una parte di studiosi crede che ci siano errori nei carattere tipografici sulla sua nascita. Sebbene storici letterari suggeriscano altre possibilità sulla provenienza, tra le quali Dongping (Shandong), Hangzhou e Jiangnan. Secondo Meng Fanren (孟繁仁), Luo Guanzhong apparterrebbe all'albero genealogico della famiglia Luo, perciò la sua residenza più probabile è Taiyuan. Ma non c'era il suo nome. Alcuni studiosi hanno provato che Questo libro dell'albero genealogico della famiglia non può provare che questo Luo sia l'autore del questo libro. Secondo una ricerca recente, Luo è più probabile di DongPing, Shandong, e ci sono due Luo Guanzhong, uno è la scrittore di dramma che è di Taiyuan, altro è l'autore dei Tre Regni che è di Dongping.
Ricerche recenti hanno ristretto la possibilità dell'anno della sua nascita tra il 1315 ed il 1318,
Tra gli storici letterari vige un dibattito sulla possibilità che Shi Nai'an e Luo Guanzhong siano persone diverse, o se il primo nome fosse stato usato da Luo come pseudonimo per la compilazione del romanzo I Briganti, per non essere associato a nessun movimento anti-governativo che poteva essere trovato nell'opera.

## Opere
Le storie che formano il corpo del Romanzo dei Tre Regni e de I Briganti non sono state inventate dagli autori o dall'autore attribuito, ma si pensa siano novelle sviluppate da diversi cantastorie indipendenti e poi riunite in un'unica storia. Shi Nai'an è reputato il primo autore a compilare la storia di I Briganti in un lavoro unico, e Luo Guanzhong avrebbe poi portato l'opera all'attuale forma in 100 capitoli. Quest'ultimo è anche considerato l'autore del Romanzo dei Tre Regni, sebbene alcuni studiosi pensino che Shi Nai'an sia un altro possibile curatore.
Pingyao Zhuan (平妖傳) è una storia di fantasmi in 20 capitoli attribuita a Luo Guanzhong, che l'ha sviluppata a partire da novelle raccontate da diversi cantastorie, tutte basate su una ribellione avvenuta alla fine della dinastia dei Song settentrionali. L'edizione è stata successivamente ampliata da Feng Menglong (馮夢龍) in 40 capitoli.

Can Tang Wudai Shi Yanzhuan (殘唐五代史演義傳) è una cronaca della fine della dinastia Tang e del successivo periodo delle cinque dinastie, basata su una raccolta di novelle di cantastorie basate sulla ribellione di Zhu Wen.
- Romanzo dei Tre Regni
- I Briganti
- Pingyao Zhuan (平妖傳)
- Sansui Pingyao Zhuan (三遂平妖传)
- Can Tang Wudai Shi Yanzhuan (残唐五代史演義, "La fine della dinastia Tang e il periodo delle cinque dinastie")
- Fenzhuang Lou (粉妝樓, "Edificio apparente")
- Sui Tang Zhizhuan (隋唐志傳)
- Sui Tang Liangchao Zhizhuan (隋唐兩朝志傳, "La cronaca delle dinastie Sui e Tang")